# بيول (بادن)
بول (بادن) (بالألمانية: Bühl (Baden)) هي Grosse Kreisstadt، مدينة وبلدة ألمانية تقع في ألمانيا في بادن-فورتمبيرغ.[بحاجة لمصدر]

## المدن التوأمة
مدن وييوفرانش سور سئون، مقاطعة كالاراسي ‏، شكويديتس، فيلافرانكا ديل بينيدس وكالاراش هي مدن توأمة لـبول (بادن).

## أعلام
- دومينيك ماريا
- ألبان شتولتس
- يوليوس روسكا